# Целакай-Дезза (Юта)
Целакай-Дезза (англ. Tselakai Dezza) — переписна місцевість (CDP) в США, в окрузі Сан-Хуан штату Юта. Населення — 95 осіб (2020).

## Географія
Целакай-Дезза розташований за координатами 37°12′36″ пн. ш. 109°36′33″ зх. д. / 37.21000° пн. ш. 109.60917° зх. д. (37.210008, -109.609096).  За даними Бюро перепису населення США в 2010 році переписна місцевість мала площу 51,75 км², уся площа — суходіл.

## Демографія
Згідно з переписом 2010 року, у переписній місцевості мешкало 109 осіб у 30 домогосподарствах у складі 24 родин. Густота населення становила 2 особи/км².  Було 43 помешкання (1/км²).
Расовий склад населення:
| - 98,2 % — корінних американців |

До двох чи більше рас належало 1,8 %. Частка іспаномовних становила 1,8 % від усіх жителів.
За віковим діапазоном населення розподілялося таким чином: 32,1 % — особи молодші 18 років, 59,6 % — особи у віці 18—64 років, 8,3 % — особи у віці 65 років та старші. Медіана віку мешканця становила 28,3 року. На 100 осіб жіночої статі у переписній місцевості припадало 87,9 чоловіків;  на 100 жінок у віці від 18 років та старших — 94,7 чоловіків також старших 18 років.
Середній дохід на одне домашнє господарство  становив 70 256 доларів США (медіана — 61 667), а середній дохід на одну сім'ю — 81 067 доларів (медіана — 73 750). 
Цивільне працевлаштоване населення становило 63 особи. Основні галузі зайнятості: освіта, охорона здоров'я та соціальна допомога — 30,2 %, транспорт — 17,5 %, інформація — 17,5 %.